# Lac Masson
Le lac Masson est un plan d'eau situé dans la municipalité régionale de comté Les Pays-d'en-Haut, dans la région administrative des Laurentides, au Québec, au Canada.
La région du lac Masson est qualifiée de « belle région vallonnée », et attractive pour les vacanciers.

## Géographie
Deux localités sont sur ses rives : Estérel, jugée « élégante », et Sainte-Marguerite-du-Lac-Masson, plus peuplée, située à l'ouest du lac.
Le lac Masson est connecté par un passage étroit avec le "Lac du Nord" et un autre passage avec le "lac Dupuis" (au sud-est). Le lac Grenier est situé à 0,44 km au nord-est du "lac du nord". Le lac Masson fait 3,5 km2 de superficie, pour une profondeur moyenne de 46 m. Le lac Masson comporte cinq grandes baies dont la "Baie du cheval infirme" (au nord-ouest) et la "Baie du Désespoir" (au sud). Le barrage Masson est situé à l'embouchure du lac au sud-ouest. La décharge du lac coule vers le sud sur 0,9 km jusqu'à la rivière Duncaster.
Il est pourvu d'une marina. Sa plage et son eau sont de qualité « A » en 2007.

## Historique
L'homme d'affaires Édouard Masson (1826-1875) se fait attribuer plus de 640 ha de terre dans les Laurentides par lettres patentes du gouvernement de la Province du Canada. Il fonde notamment, de 1864 à 1871, la ville de Sainte-Marguerite, au bord du lac. Les colons, pour le remercier, donnent son nom au lac.
Le lac et sa région connaissent un essor touristique lorsque le baron Louis Empain achète en 1935 la « Pointe bleue » qui s'avance dans le lac, et y fait construire une vingtaine d'immeubles. C'est le « domaine de l'Estérel », racheté en 1958 par Fridolin Simard qui y crée un centre de villégiature.